# 大衛·伯瑞納
大衛·保羅·伯瑞納（英語：David Boreanaz，1969年5月16日—）是美國電影和電視演員。他以電視影集《魔法奇兵》和它的衍生影集《夜行天使》飾演Angel，還有自2005年在《屍骨未寒》裡飾演的男主角希利·布斯（Seeley Booth）而知名。

## 早年生活
大衛·伯瑞納在1969年5月16日在水牛城出生，在賓夕凡尼亞州的費城成長，他的父親Dave Roberts (David Thomas Boreanaz)是美國WPVI-TV的氣象預報員；他的母親Patti Boreanaz是個旅行社職員。他擁有意大利人的血統，他的姓氏Boreanaz，是北方意大利人的起源。他是一個天主教徒。.
大衛在Malvern的Malvern Preparatory School的高中部畢業，之後他就讀於紐約州伊薩卡的學院。畢業後，大衛搬到荷里活開始他的演藝生涯。

### 演藝事業
大衛第一次演出是在著名美國的情景喜劇《奉子成婚》飾演Kelly的男友。之後有次溜狗被製作人他選為電視影集《魔法奇兵》的劇組，在這部熱門劇集中，他飾演一個有靈魂，名叫Angel的吸血鬼。在這部劇組獲得巨大的成功後，大衛以他的角色成為衍生劇集《夜行天使》的主角。
大衛只有一次在電影裡擔任主要角色，那就是2001年一套驚悸電影Valentine，與丹妮丝·理查兹和凱瑟琳·海格合演。2003年，他為英國女歌手蒂朵的熱門單曲《为爱投降》音樂錄影帶裡飾演男主角，還有他為電腦遊戲王國之心系列配音，但他沒有為續集配音。
2005年，大衛開始與艾蜜莉·戴絲香儂合作演出美國主要時段影集《屍骨未寒》。他最近的電影作品是一套在2006年3月，只在多倫多電影節和溫哥華國際電影節播映後，有限度在加拿大發行的電影These Girls裡飾演一個摩托車手。
之後，他也有參與獨立電影Mr. Fix it 和 Suffering Man's Charity的演出。同年，他為錄影帶首映動畫電影《正义联盟：新的边际》中的綠光戰警哈爾·喬丹配音。在他主演的電視影集屍骨未寒第三季的最後一集中，希利·布斯（大衛飾演的角色）在他的浴室裡閱讀其中一集《綠光戰警（Green Lantern）》，正是他為電影版配音的角色。

### 個人生活
大衛現定居於加州的洛杉磯。他與Ingrid Quinn在1997年7月7日結婚，1999年10月離婚；之後他在2001年10月24日與模特兒兼演員Jaime Bergman結婚，兒子Jaden Rayne Boreanaz在2002年5月1日出生。

## 外部連結

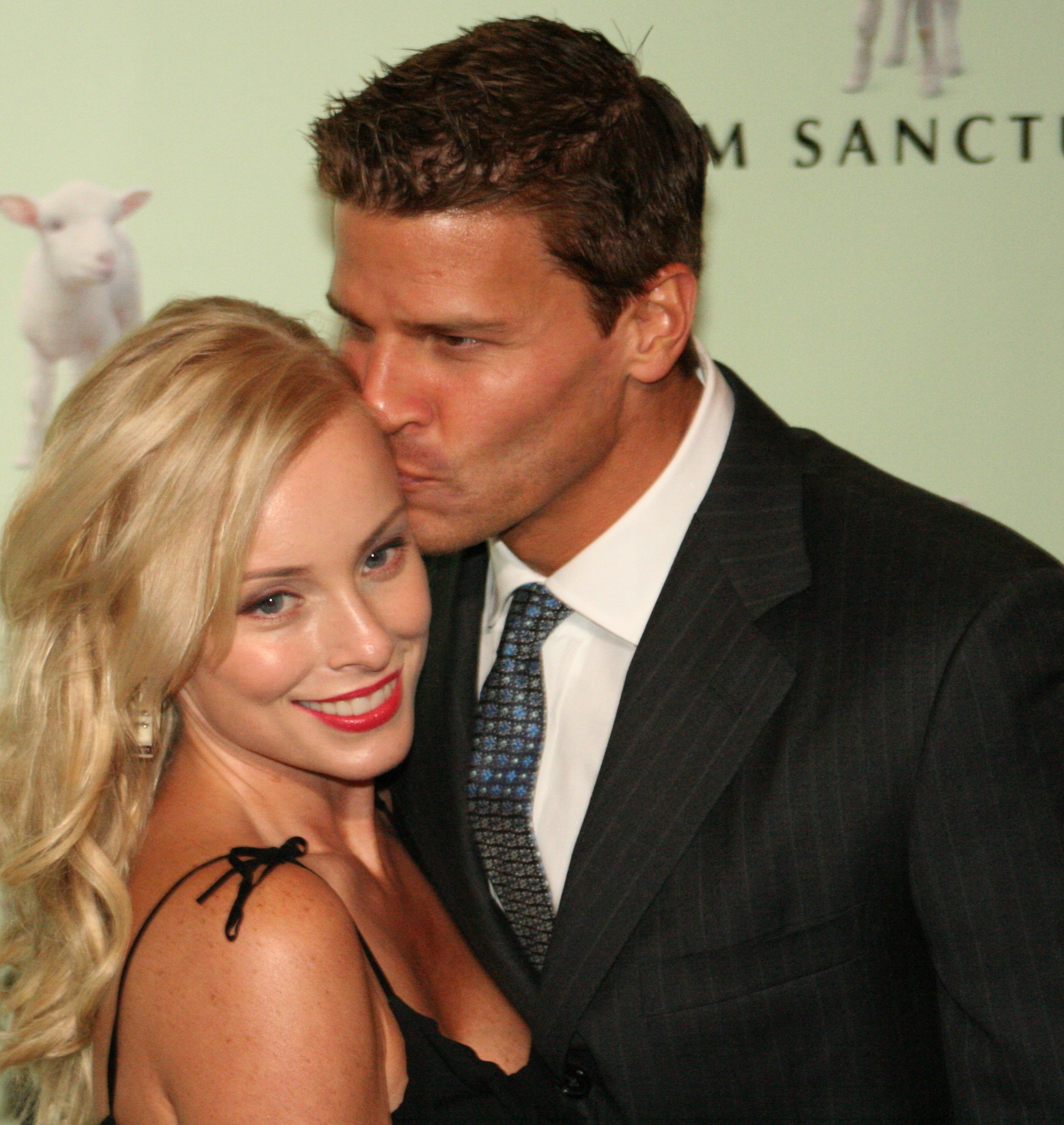
大衛·伯瑞納和現任妻子潔咪柏格曼

- David Boreanaz在互联网电影资料库（IMDb）上的資料（英文）
- Bullz-Eye.com interview （页面存档备份，存于） (2006年11月1日)
- the Globe & Mail interview （页面存档备份，存于） (2005年10月10日)
- MovieHole interview (2004年5月13日)
- https://web.archive.org/web/20080912220252/http://www.d-boreanaz.com/